# Warta Bolesławiecka (gmina)
Warta Bolesławiecka – gmina wiejska w województwie dolnośląskim, w powiecie bolesławieckim. W latach 1975–1998 gmina położona była w województwie legnickim.
Siedziba władz gminy to Warta Bolesławiecka.
Według danych z 31 grudnia 2015 gminę zamieszkiwało 8513 osób. Natomiast według danych z 30 czerwca 2020 roku gminę zamieszkiwały 8634 osoby.

## Struktura powierzchni
Według danych z roku 2023 gmina Warta Bolesławiecka ma obszar 110,48 km², w tym:
- użytki rolne: 66%
- użytki leśne: 20% (Bory Dolnośląskie)

Gmina stanowi 8,51% powierzchni powiatu.

## Historia
Początkiem gminy był karczma o nazwie „Die Warte”. Pierwsza wzmianka znajduje się w dokumencie z 1217 roku. Na przykład na terenie gminy znajdują się ruiny „Gwiezdny Zamek” z XII wieku. Inne zabytki to kościół z 1327 roku i działający do dziś młyn, którego początki sięgają 1591 roku.
Dwa kilometry od Warty Bolesławieckiej znajduje się wieś Wartowice, której początki sięgają 1346 roku. Założenie tej wioski jest ściśle związane z tamtejszymi kamieniołomami. Wydobyty tam piaskowiec został użyty przy budowie wiele budynków.
Miejscowość Raciborowice została po raz pierwszy wzmiankowana w dokumentach w 1268 roku pod nazwą Willa Hartmanni. We wsi znajduje się kościół św. Michała z XIII wieku.
W średniowieczu przez tereny dzisiejszej gminy przebiegała „Droga Królewska”, która ciągnęła się od Hiszpanii do Rosji. Po drodze powstał w XIII wieku osada Thomaswald(au), obecnie Tomaszów Bolesławiecki. Po raz pierwszy wzmiankowana została w 1259 roku, a najstarszym budynkiem jest kościół św. Jadwigi. XIV wiek

## Demografia

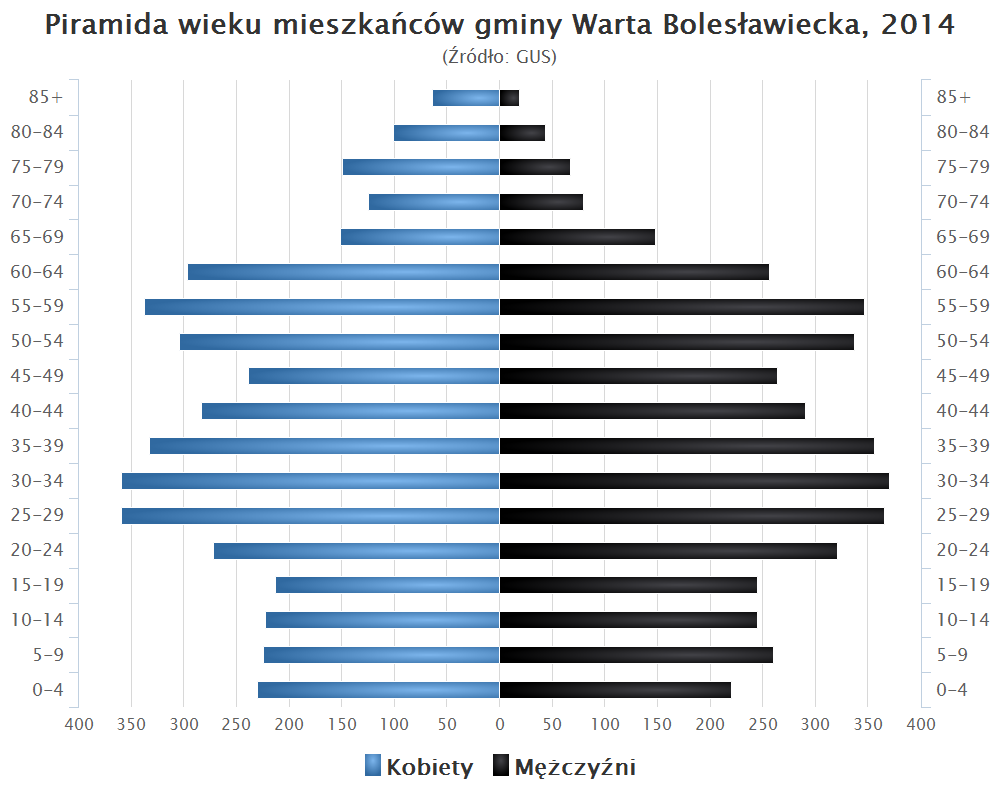
Piramida wieku mieszkańców gminy Warta Bolesławiecka w 2014 roku

Dane z 30 czerwca 2004:
| Opis                              | Ogółem | Ogółem | Kobiety | Kobiety | Mężczyźni | Mężczyźni |
| --------------------------------- | ------ | ------ | ------- | ------- | --------- | --------- |
| Jednostka                         | osób   | %      | osób    | %       | osób      | %         |
| Populacja                         | 7645   | 100    | 3815    | 49,9    | 3830      | 50,1      |
| Gęstość zaludnienia [mieszk./km²] | 68,9   | 68,9   | 34,4    | 34,4    | 34,5      | 34,5      |

## Sołectwa
Iwiny, Iwiny-Osiedle, Jurków, Lubków, Raciborowice Dolne, Raciborowice Górne, Szczytnica, Tomaszów Bolesławiecki, Warta Bolesławiecka, Wartowice, Wilczy Las.

## Sąsiednie gminy
Bolesławiec, Chojnów, Gromadka, Lwówek Śląski, Pielgrzymka, Zagrodno